# Årets projektledare
Årets projektledare är en utmärkelse som sedan 1995 delas ut av Svenska Projektakademien till personer som gjort utomordentliga projektledargärningar. Akademien gör bedömningen efter ledarskapets utförande, resultatet av genomförd verksamhet, projektets omfattning och komplexitet samt nytänkande i projektarbetet. 

## Pristagare
- 1995: André Canelhas, Kontekprojektet - en anläggning för överföring av elkraft från Danmark till Tyskland med hjälp av högspänd likström
- 1996: Christer Andersson, Arne Halvarson, Nils G Stenqvist och Thomas Sundberg, Grafikens hus i Mariefred
- 1997: Thomas Uhlin och Johan Stjernschantz, Ögonläkemedlet Xalatan, Pharmacia
- 1998: Sven-Olof Hökborg, JAS 39 Gripen
- 1999: Hans Carlstedt, Plattform P2, Volvo Car Corporation
- 2000: Örjan Larsson, Öresundsförbindelsen
- 2001: Anna Nilsson-Ehle, Universeum
- 2002: Anna Bernsten, Assa-Abloys deltagande i Volvo Ocean Race
- 2003: Hans Christian Kolsum, Introduktion av Airbus-modeller i SAS
- 2004: Anders Jallai, Lokaliseringen av den nedskjutna DC3:an
- 2005: Peter Rathsman, Rymdbolagets månsondsprojekt SMART-1, samt Staffan Sjöström, New Generation Scania
- 2006: Birger Höök, Trängselskatteförsöket i Stockholm
- 2007: Åse Berglund, Linnéjubileet 2007
- 2008: Bengt Eveby, Skidskytte-VM i Östersund 2008
- 2009: Kaj Ahlbom, Forsmark - Platsen för utbränt kärnbränsle
- 2010: Björn Helander, Projekt Havsörn
- 2011: Marie Reinicke, World Scout Jamboree 2011
- 2012: Maria Forss, läkemedlet Plenadren
- 2013: Martin Österdahl,  European Song Contest i Malmö
- 2014: Göran Östling, Scania, nya miljömotorer och Jan Erik Larsson, Volvo Cars, byte av drivlinor (motorer)
- 2015: Per Rydberg, Projekt Hallandsås
- 2016: Claes Johannesson och Charlotte Dingertz, Projekt Digitalisering[1]
- 2017: Sven Olsson, Projekt Operationscentrum, Landstinget i Värmland
- 2018: Jonas Anund Vogel, KTH Live-in-Lab, Kungl Tekniska Högskolan
- 2019: Ingela Ekebro, SCA
- 2020: Joakim Åberg, Svenska spel
- 2021: Eddy de La Motte, SAAB AB
- 2022: Beatriz Espinosa Arronte, Scania CV AB